# Wyndham (Virginia)
Wyndham es un lugar designado por el censo situado en el condado de Henrico, Virginia  (Estados Unidos). Según el censo de 2010 tenía una población de 9.785 habitantes.

## Demografía
Según el censo del 2000, Wyndham tenía 6.176 habitantes, 2.068 viviendas, y 1.732 familias. La densidad de población era de 656,9 habitantes por km².
De las 2.068 viviendas en un 55,4%  vivían niños de menos de 18 años, en un 79,2%  vivían parejas casadas, en un 3,2% mujeres solteras, y en un 16,2% no eran unidades familiares. En el 13,2% de las viviendas  vivían personas solas el 2% de las cuales correspondía a personas de 65 años o más que vivían solas. El número medio de personas viviendo en cada vivienda era de 2,99 y el número medio de personas que vivían en cada familia era de 3,32.
Por edades la población se repartía de la siguiente manera: un 35,7% tenía menos de 18 años, un 2% entre 18 y 24, un 39,2% entre 25 y 44, un 18,7% de 45 a 60 y un 4,4% 65 años o más.
La edad media era de 34 años.  Por cada 100 mujeres de 18 o más años  había 96 hombres.
La renta media por vivienda era de 113.723$ y la renta media por familia de 121.019$. Los hombres tenían una renta media de 93.839$ mientras que las mujeres 44.911$. La renta per cápita de la población era de 43.195$. En torno al 0,8% de las familias y el 0,9% de la población estaban por debajo del umbral de pobreza.

## Localidades adyacentes
El siguiente diagrama muestra a las localidades más próximas a Wyndham.